# Biblioteca Nacional de Bermudas
La Biblioteca Nacional de Bermudas (en inglés: Bermuda National Library) es la biblioteca nacional de la dependencia británica de Bermudas. La biblioteca está localizada en el centro de la ciudad capital de Hamilton en el parque Reina Isabel II en la calle de la Reina (Queen Street) y la calle de Par-la-ville entre las calles Church y Front. Está abierta al público de lunes a sábado durante el día.

## Historia
La biblioteca fue fundada en 1839 por el soldado británico, administrador y meteorólogo William Reid, gobernador de Bermudas desde 1839 hasta 1846. Para entonces, la biblioteca estaba localizada en el actual edificio de Gabinete.

## Servicios
La biblioteca ofrece servicios disponibles a cualquier residente de Bermudas que esté registrado y obtenga un número de afiliación. 
Los servicios incluyen un catálogo en línea, servicios informáticos de EBSCO, colección de bases de datos, una colección digital archivada de antiguas ediciones de periódicos guardados en microfilme, descargas de libros electrónicos, descargas de música por medio de Freegal, acceso al Proyecto Gutenberg, Freading, Enciclopedia Británica y servicios de tutoría en línea a través de tutor.com para todo aquellos que tengan afiliación con biblioteca.

## Colección
La biblioteca tiene una colección de más de 100.000 volúmenes. La colección digital de la biblioteca ofrece un repositorio archivado en línea de varios periódicos locales como el Bermudas Recorder que data de 1933 (aunque el periódico se fundó en 1925), Royal Gazette con ediciones que datan desde 1784, Bermuda Sun, Mid-Ocean News, Workers Voice (que aún sigue en publicación), Fame Magazine y Bermuda Sports (de 1951 a 1957).

## Jefes de biblioteca
Los jefes de biblioteca de la Biblioteca Nacional de Bermudas desde su fundación han sido:
- 1839-1853 John R. Stephens
- 1853-1879 Joseph Richardson
- 1879-1880 Joseph H. S. Frith
- 1880-1886 Rev. Frederick D Ward
- 1886-1912 Florentius Frith
- 1912-1940 Katherine G. Seon
- 1940-1962 A. Elsie Gosling (MBE)
- 1962-1969 Mary Gris
- 1969-1985 Mary Skiffington
- 1985-1994 Cyril O. Packwood
- 1994-1999 Gracia Rawlins
- 1999-actualidad C. Joanne Brangman